# Bassbariton
Als Bassbariton wird die männliche Gesangs-Stimmlage zwischen Bass und Bariton bezeichnet. Der Bassbariton hat nicht ganz die Tiefe eines schwarzen Basses, erreicht aber auch nicht die Höhe eines lyrischen Baritons. Die Tessitur  erstreckt sich ungefähr von G bis fis1’.
Viele Baritonpartien von Richard Wagner eignen sich für Bassbaritone, ebenso sind viele Partien für Bass in Oratorien oder Kantaten aufgrund ihrer durchschnittlich relativ hohen Lage gut für Bassbaritone geeignet, ebenso wie die Baritonpartien in den Opern von Wolfgang Amadeus Mozart und die höheren Basspartien von Gioacchino Rossini, die man auch als Partien für Basso cantante bezeichnen kann.
Berühmte Vertreter dieses Fachs waren und sind unter anderem Friedrich Schorr, Hermann Horner, Hans Hotter, George London, Erich Kunz, Gotthold Schwarz, Walter Berry, Isaac Hayes, Thomas Quasthoff, Paul Schöffler, Albert Dohmen, Bryn Terfel, Ian Curtis, José van Dam, Nicholas Isherwood, aber auch Johnny Cash.
Bekannte Partien sind:
- Figaro in Le nozze di Figaro von Wolfgang Amadeus Mozart
- Don Giovanni in Don Giovanni von Mozart
- Papageno in Die Zauberflöte von Mozart (zwar für Bariton geschrieben, aber auch von Bassbaritonen gesungen)
- Don Pizarro in Fidelio von Ludwig van Beethoven
- Der Holländer in Der fliegende Holländer von Richard Wagner
- Hans Sachs in Die Meistersinger von Nürnberg von Wagner
- Wotan/Wanderer in Der Ring des Nibelungen von Wagner
- Orest in Elektra von Richard Strauss
- Hans Heiling in Hans Heiling von Heinrich Marschner
- Der Widersacher (Lindorf, Coppelius, Mirakel, Dapertutto) in Hoffmanns Erzählungen von Jacques Offenbach